# Der Gefangene im Kaukasus (Puschkin)
Der Gefangene im Kaukasus (russ. Кавказский пленник  / Kawkasski plennik; wiss. Kavkazskij plennik) ist eine Dichtung des russischen Dichters Alexander Puschkin (1799–1837) in Byronscher Manier. Das Werk ist  Nikolai Nikolajewitsch Rajewski (1801–1843), dem Sohn des Generals Nikolai Nikolajewitsch Rajewski (1771–1829), gewidmet.
Die Verserzählung ist das erste von Puschkins sogenannten „Südlichen Poemen“, die er während seiner Verbannung im Süden Russlands (im Kaukasus, auf der Krim, in Kischinjow und Odessa) schrieb.

## Inhalt
In dem lyrischen Gedicht wird ein Russe von Mitgliedern eines Bergvolkes im Kaukasus gefangen, mit Hilfe einer Zirkassierin (Tscherkessin), die sich in ihn verliebt hatte, gelingt ihm jedoch die Flucht. Nachdem diese ihm zur Freiheit verholfen hat, wirft sie sich ins Wasser.

## Zur Entstehung
Das Werk wurde im September 1822 zuerst veröffentlicht, nachdem der Dichter vom August 1820 bis zum 20. Februar 1821 daran gearbeitet hatte.
Alexander Dawydow zufolge hatte Puschkin den Billardsaal seiner Aufenthaltsstätte in Kamenka in ein Arbeitskabinett verwandelt und schrieb das Werk 

„bäuchlings auf dem Billardtisch. Sein Arbeitseifer war so groß, daß er sich auch zu den Mahlzeiten nicht von seinen Papieren losreißen konnte.“

Der zitierten Puschkin-Biographie von Troyat zufolge waren die Rajewskis – in deren Gesellschaft sich der Dichter im Kaukasus aufgehalten hatte – von Byron begeistert und Puschkin unterlag diesem Einfluss.

## Das Werk im Urteil Puschkins
In einem Briefentwurf vom 29. April 1822 an den russischen Schriftsteller Nikolai Gneditsch (1784–1833) urteilt Puschkin streng über dieses Jugendwerk:

„Die Fehler dieser Erzählung oder dieses Gedichtes [...]“

## Vertonungen
Der russische Komponist César Cui (1835–1918) schrieb eine Oper Der Gefangene im Kaukasus (1857/58, rev. 1881/82).
Das in der deutschen Erstübertragung enthaltene „Tscherkessenlied“ wurde von Ludwig Wilhelm Maurer (auch: Louis Maurer; 1789–1878) vertont.

## Deutsche Übersetzungen
Die deutsche Erstübersetzung (1823) stammt von Alexander von Wulffert (1790–1855), sie erschien unter dem Titel: Der Berggefangene. St. Petersburg: „Gedruckt in der Buchdruckerei der besondern Kanzellei des Ministeriums des Innern“ 1824. Eine andere deutsche Übersetzung stammt von Adolf Seubert. Von Martin Remané (1901–1995; dem Ehemann von Lieselotte Remané) stammt eine neuere Übersetzung (Gesammelte Werke (Insel Verlag), Band 2).